# Bitwa nad rzeką Muthul
Bitwa nad rzeką Muthul – starcie zbrojne, które miało miejsce w roku 108 p.n.e. w trakcie wojny jugutyńskiej 111–105 p.n.e.
W roku 108 p.n.e. wojska rzymskie pod wodzą Kwintusa Metellusa wkroczyły do Numidii. Kohorty rzymskie prócz doborowych oddziałów procarzy i łuczników wspierały kontyngenty balearskie oraz kreteńskie. Król numidyjski postanowił zaatakować kolumnę armii rzymskiej na równinie nad rzeką Muthul. Siły Jugurty liczyły ponad 20 000 ludzi i 44 słonie bojowe wobec 35 000 Rzymian. Władca numidyjski zamierzał otoczyć siły rzymskie i odciąć je od rzeki siłami Bomilkara. Zasadzka nie powiodła się jednak. Metellus podzielił swoją armię, wydzielając oddział pod wodzą legata Publiusza Rutiliusza, który ruszył w kierunku rzeki.
Bitwę rozpoczął atak jazdy numidyjskiej, który spowodował chaos w szeregach rzymskich. Metellusowi udało się jednak przywrócić porządek, a następnie na czele 4 kohort zdobyć wzgórze, na którym znajdowali się piechurzy numidyjscy. Równocześnie wojska Bomilkara starły się z oddziałem legata Rutiliusza kierującego się w kierunku rzeki Muthul. Atak piechoty Bomilkara został jednak krwawo odparty przez Rzymian. W walce padło też 40 słoni, 4 zaś zdobyli Rzymianie. Po pokonaniu przeciwnika nad rzeką, Rutiliusz skierował się w kierynku centrum pola bitwy, gdzie wsparł zwycięskie wojska Metellusa. Bitwa zakończyła się klęską Numidów. 